# Wyspy Świętego Macieja

Mapa prowincji Nowa Irlandia. Wyspy Świętego Macieja w lewym górnym rogu

Wyspy Świętego Macieja (do 2020 polska nazwa brzmiała Wyspy Świętego Mateusza;  ang. St Matthias Group, St Matthias Islands) – grupa około 10 wysp wulkanicznych położonych na północ od Nowej Brytanii, w Archipelagu Bismarcka. Administracyjnie są częścią prowincji Nowa Irlandia w Papui-Nowej Gwinei. Największą i położoną najbardziej na północ wyspą jest Mussau o powierzchni 414 km². Emirau leży na południowy wschód, a Eloaua na południe od Mussau.
W 2011 wyspy te liczyły 4210 mieszkańców.
Wyspy te zostały odkryte w 1616 dla Europejczyków przez holenderskich żeglarzy: Jacoba Le Maire’a i Willema Corneliszoona Schoutena. W dniu 25 lutego 1699 dotarł do nich brytyjski żeglarz William Dampier, przydając wyspom jako patrona św. Macieja. W latach 1885–1899 należały do tzw. Niemieckiego Obszaru Ochronnego (niem. Deutsches Schutzgebiet), a od 1899 do 1914 do niemieckiej kolonii Nowej Gwinei Niemieckiej.
1 kwietnia 1901 na Mussau, wskutek ataku tubylców, zginął Bruno Mencke, organizator i sponsor tzw. ekspedycji Menckego (niem. Mencke-Expedition), wraz z trzema towarzyszami. Nie zostało ostatecznie wyjaśnione, czy jeden z jego towarzyszy padł ofiarą kanibalizmu. Reakcją na śmierć Bruno Menckego i jego towarzyszy była krwawa masakra dokonana latem 1901 na mieszkańcach Mussau przez członków „karnej ekspedycji”, złożonej z oddziału policji i oddziału desantowego z krążownika SMS „Cormoran”, pod dowództwem kapitana Maxa Grapowa.
W 1914 wyspy zostały zdobyte przez oddziały australijskie i po I wojnie światowej trafiły jako mandat Ligi Narodów pod administrację Australii. Od 1975 są częścią niezależnego państwa Papui-Nowej Gwinei.
Wyspy świętego Macieja zostały zakwalifikowane przez BirdLife International jako obszar ochrony ptaków dla gatunków endemicznych (ang. Endemic Bird Areas, EBA). Miejscowym podgatunkiem karłówki żółtobrzuchej jest Micropsitta meeki proxima, zamieszkująca wyłącznie Mussau i Emirau. Monareczka białogrzbieta (Monarcha menckei) i wachlarzówka czarnopierśna (Rhipidura matthiae) są również endemitami i także zostały określone jako gatunki bliskie zagrożenia.